# 松尾衡
松尾 衡（まつお こう、1968年7月13日 - ）は、日本の男性アニメーター、アニメ演出家、アニメ監督。岐阜県出身。血液型はAB型。現在はフリーランスだが、一時期マッドハウスに籍を置いていた時期がある。監督職として携わる時、日本のアニメで珍しくプレスコを採用することでも知られている。

## 参加作品

### テレビアニメ
1994年
- ヤマトタケル（絵コンテ・演出）

1998年
- MASTERキートン（絵コンテ・演出）
- TRIGUN（絵コンテ・演出）
- Bビーダマン爆外伝（絵コンテ・演出）

1999年
- 頭文字D Second Stage（絵コンテ）

2000年
- カードキャプターさくら（絵コンテ）
- 陽だまりの樹（絵コンテ）
- はじめの一歩（絵コンテ）

2001年
- ギャラクシーエンジェル（絵コンテ・演出）
- X -エックス-（演出）

2002年
- ぴたテン（絵コンテ・演出）
- Witch Hunter ROBIN（絵コンテ）
- アクエリアンエイジ Sign for Evolution（絵コンテ・演出）

2003年
- 機動戦士ガンダムSEED（絵コンテ・演出）
- ストラトス・フォー（絵コンテ）
- TEXHNOLYZE（絵コンテ・演出）
- ガングレイヴ（絵コンテ・演出）

2004年
- ローゼンメイデン（監督・絵コンテ・演出）

2005年
- ゾイドジェネシス（絵コンテ）
- ローゼンメイデン トロイメント（監督・絵コンテ・演出）

2006年
- Ergo Proxy（絵コンテ）
- 姫様ご用心（OP絵コンテ・演出）
- ゼーガペイン（絵コンテ）
- RED GARDEN（監督・絵コンテ・演出・声優（ブラザーB/コー先生役））
- ローゼンメイデン オーベルテューレ（監督・絵コンテ・演出）

2007年
- sola（絵コンテ）
- アイドルマスター XENOGLOSSIA（絵コンテ）
- 機動戦士ガンダム00（絵コンテ）

2008年
- 紅（監督・シリーズ構成・脚本・音響監督・絵コンテ・演出・CM出演）
- 夜桜四重奏 〜ヨザクラカルテット〜（監督・絵コンテ・演出）

2009年
- 神曲奏界ポリフォニカ クリムゾンS（絵コンテ）
- 銀魂（2009年 - 2010年、絵コンテ・演出）
- こばと。（絵コンテ）

2010年
- デュラララ!!（絵コンテ）
- 屍鬼（絵コンテ）

2011年
- GOSICK -ゴシック-（絵コンテ）
- セイクリッドセブン（絵コンテ）
- ファイ・ブレイン 神のパズル（絵コンテ）

2012年
- 坂道のアポロン（絵コンテ）
- 夏雪ランデブー（監督・脚本・絵コンテ・演出・ED絵コンテ・ED演出）

2013年
- AMNESIA（絵コンテ）
- 革命機ヴァルヴレイヴ（監督・絵コンテ・演出・ED絵コンテ・ED演出）

2014年
- ソウルイーターノット!（絵コンテ）
- 月刊少女野崎くん（音響監督）
- 残響のテロル（絵コンテ）
- ガンダム Gのレコンギスタ（絵コンテ・演出、OP1/OP2演出）
- テラフォーマーズ（絵コンテ）

2015年
- Dance with Devils（絵コンテ）
- ノラガミ ARAGOTO（絵コンテ）

2016年
- エンドライド（絵コンテ）
- 僕のヒーローアカデミア（絵コンテ）
- コンクリート・レボルティオ〜超人幻想〜THE LAST SONG（絵コンテ）
- orange（絵コンテ）

2017年
- 血界戦線 & BEYOND（絵コンテ）
- 牙狼〈GARO〉-VANISHING LINE-（絵コンテ）

2018年
- キリングバイツ（絵コンテ）
- バジリスク 〜桜花忍法帖〜（絵コンテ）
- ひそねとまそたん（絵コンテ）
- つくもがみ貸します（絵コンテ）
- BANANA FISH（絵コンテ）

2019年
- どろろ（絵コンテ）
- キャロル&チューズデイ（絵コンテ）

2020年
- LISTENERS リスナーズ（絵コンテ）

2021年
- 半妖の夜叉姫（絵コンテ）
- 恋と呼ぶには気持ち悪い（絵コンテ）

2023年
- スパイ教室（絵コンテ）
- 川越ボーイズ・シング（絵コンテ）

2024年
- 戦国妖狐 千魔混沌編（絵コンテ）

### 劇場アニメ
1998年
- PERFECT BLUE（演出）
- CLOVER（演出）

2002年
- 千年女優（演出）

2005年
- 機動戦士Ζガンダム A New Translation -星を継ぐ者-（スタジオ演出）
- 機動戦士ΖガンダムII A New Translation -恋人たち-（スタジオ演出）

2006年
- 機動戦士ΖガンダムIII A New Translation -星の鼓動は愛-（スタジオ演出）

2012年
- ベルセルク 黄金時代篇I 覇王の卵（演出）

2016年
- 機動戦士ガンダム サンダーボルト DECEMBER SKY（監督）

2017年
- 機動戦士ガンダム サンダーボルト BANDIT FLOWER（監督）

2021年
- 機動戦士ガンダム 閃光のハサウェイ（演出）

### OVA
1991年
- ロードス島戦記（演出助手）

1994年
- ジョジョの奇妙な冒険（演出助手）

2007年
- FREEDOM（演出）
- デッドガールズ（監督・絵コンテ・演出）

2009年
- 機動戦士ガンダム戦記 アバンタイトル（監督・脚本・絵コンテ）

2010年
- 紅（監督・脚本・音響監督・絵コンテ・演出）
- 模型戦士ガンプラビルダーズ ビギニングG（監督・絵コンテ・演出）

2013年
- 機動戦士ガンダムUC（絵コンテ（共同））

### Webアニメ
2006年
- 幕末機関説 いろはにほへと（絵コンテ）

2015年
- 機動戦士ガンダム サンダーボルト（監督・脚本）

### ゲーム
- センチメンタルグラフティ（1998年、ビジュアル演出・OP演出）
- 機動戦士ガンダム U.C. ENGAGE アムロシャアモード（2023年、シリーズ構成・監督・脚本・絵コンテ・演出）

### ドラマCD
- 怪物王女「廃屋王女」（2009年、脚本）